# Satiro di Callati
Satiro di Callati, noto anche come Satiro il Peripatetico (in greco antico: Σάτυρος?, Sátyros; Callati, III secolo a.C. – Alessandria d'Egitto, ...), è stato un filosofo e biografo greco antico.

## Biografia
Aderente alla Scuola peripatetica fondata da Aristotele, nacque a Callati (attualmente Mangalia) nel Ponto Eusino, ma visse a lungo ad Alessandria d'Egitto, probabilmente fino al regno di Tolomeo V, visto che sotto il suo successore Tolomeo VI alcune sue opere furono riassunte da Eraclide Lembo. 

## Opere
Citato spesso da Diogene Laerzio e Ateneo , Satiro scrisse numerose biografie di uomini illustri (almeno in 6 libri, a giudicare dalle citazioni), tra cui Alcibiade, Filippo II di Macedonia, Euripide, Demostene, Eschilo, Anassagora, Chilone di Sparta e Pitagora. Delle sue biografie solo un lungo frammento della Vita di Euripide, scritto su un papiro trovato a Ossirinco nei primi anni del XX secolo, è giunto fino a noi , dal VI libro delle sue Vite, dedicato, come mostra la subscriptio del papiro, a Eschilo, Sofocle e, appunto, Euripide. 
La biografia euripidea mostra come Satiro fosse, in sostanza, nulla più che un compilatore, che utilizzava il cosiddetto "metodo di Cameleonte", consistente nel dare validità di fonti alle malignità dei commediografi e a costruire autoschediasmi dalle stesse opere dell'autore. In un tentativo di raccolta di notizie già note attraverso fonti diverse, ma esposte in ordine cronologico ordinato, Satiro utilizza il travestimento dell’esposizione biografica "in una forma elegante e gradevole", quella del dialogo .  
Il Sui Caratteri (Περὶ χαρακτήρων), come l'opera omonima di Teofrasto, si focalizzava su comportamenti (deviati o no) di alcune categorie di persone. 
L'opera Sui demi di Alessandria narrava, tra l'altro, della genealogia dei Tolomei, affermando la loro origine da Dioniso, oltre a contenere una lista, con brevi spiegazioni, dei nomi dei demi alessandrini, tra i quali i toponimi "dionisiaci" introdotti da Tolomeo IV Filopatore (221-203 a.C.).

### Edizioni
- S. Schorn, Satyros aus Kallatis: Sammlung der Fragmente mit Kommentar, Basel 2004.